# Opéra de Wrocław
L'opéra de Wrocław (en polonais : Opera Wrocławska) est une compagnie d'opéra et un opéra de la vieille ville de Wrocław, en Pologne.
L'opéra a été ouvert en 1841 et jusqu'en 1945, il a été nommé d'après le nom allemand de la ville, Oper Breslau.

## Histoire

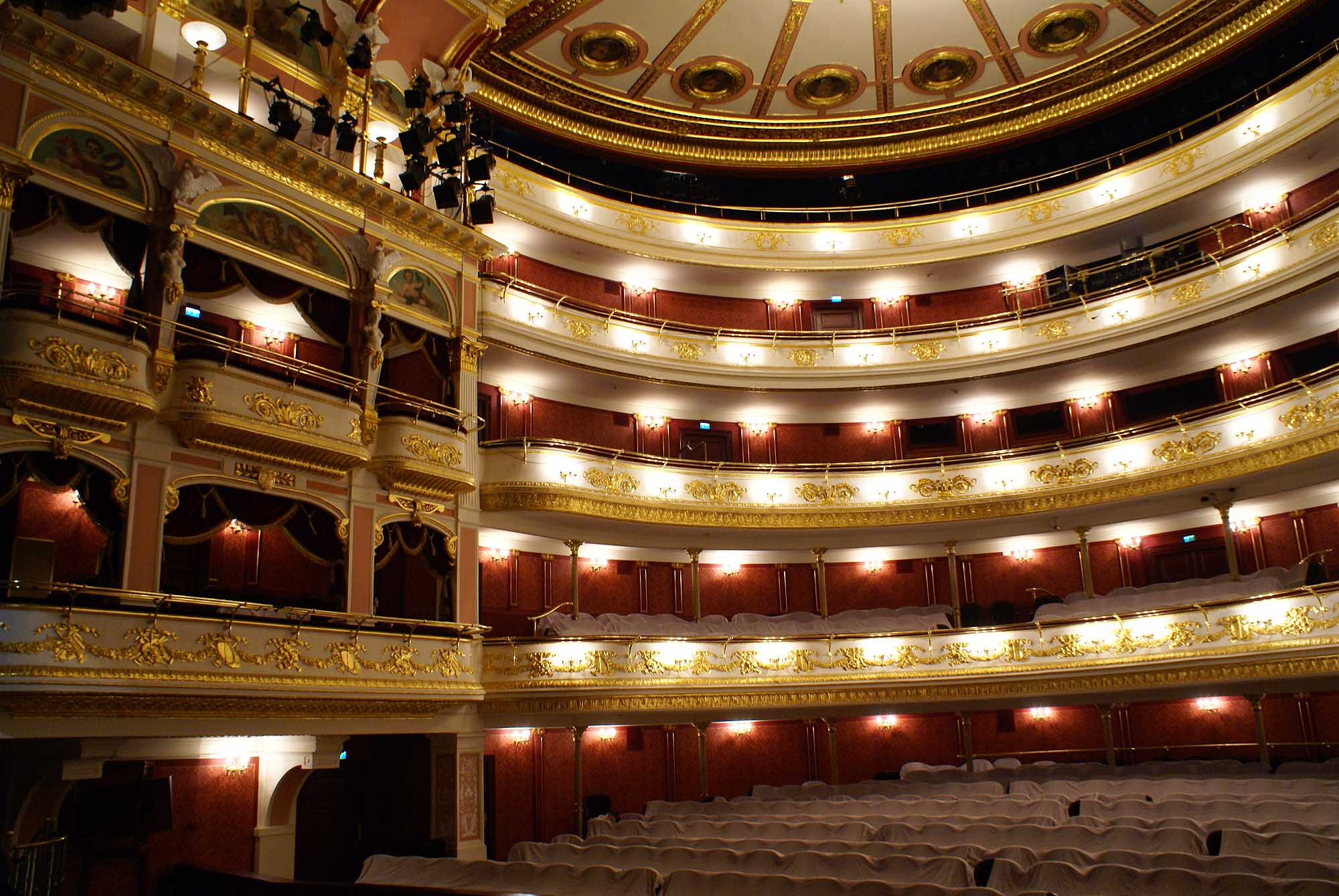
Intérieur de l'opéra.

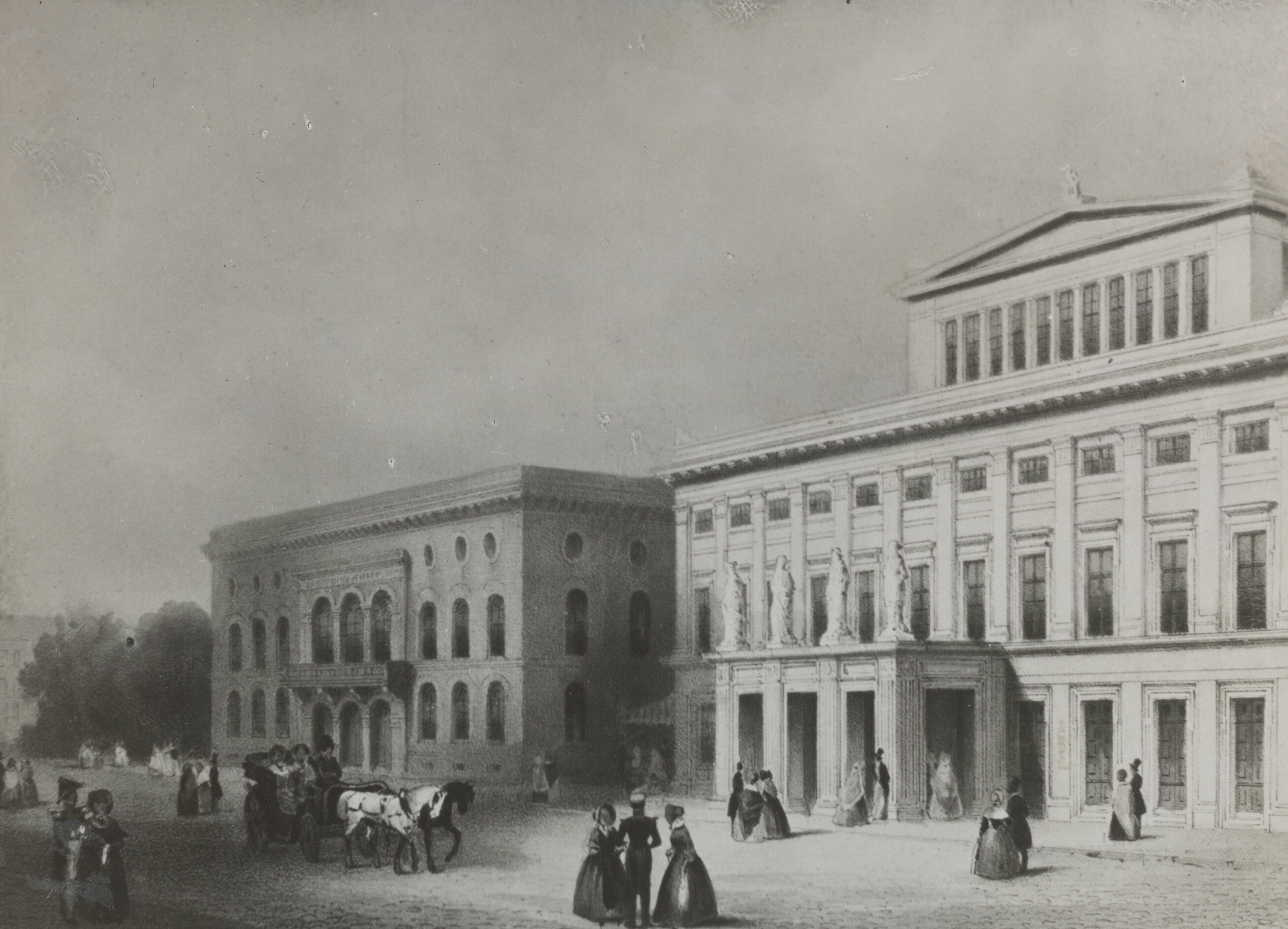
Image historique de 1910.

Une compagnie d'opéra italienne est fondée à Breslau en 1725 par Antonio Maria Peruzzi, à la suite d'une scission avec Antonio Denzio avec qui il avait collaboré dans la compagnie Peruzzi-Denzio au théâtre Sporck de Prague. Le Théâtre a été ouvert en 1755 par Franz von Schuch (1716-1764) et a joué des opéras jusqu'à sa mort en 1764. Son fils, Schuch le jeune, apporta les premiers opéras de Johann Adam Hiller au théâtre de Theodor Lobe à Breslau en 1770. Son successeur Johann Christian Wäser en introduisit d'autres, notamment des traductions Singspiel locales d'œuvres de Pierre-Alexandre Monsigny. En 1804, l'abbé Vogler invita Carl Maria von Weber à diriger l'opéra de Breslau alors qu'il n'avait que 18 ans,. L'opéra a été construit en 1841 selon les plans de Carl Gotthard Langhans, supervisé par son fils Carl Ferdinand. Il a été remodelé deux fois après les incendies de 1865 par Carl Johann Lüdecke (de) et 1871 par Karl Schmidt. Après le premier incendie, Theodor Lobe invite en 1867 le jeune chef d'orchestre Ernst Schuch (1846-1914) à commencer sa carrière au théâtre.
Après la Première Guerre mondiale, les productions notables de l'entre-deux-guerres comprennent Die glückliche Hand de Schönberg (1928). Les directeurs musicaux de cette période comprenaient Franz von Hoesslin qui a été contraint de quitter la ville et l'Allemagne en 1928.

## Période polonaise
Après l'intégration de Breslau à la Pologne en 1945, l'Opéra de Basse-Silésie fait sa représentation inaugurale dans la Wrocław polonaise le 8 septembre 1945, avec la Halka de Stanisław Moniuszko dirigée par Stanislaw Drabik. De 1945 à 1950, le bâtiment abrite non seulement l'opéra, mais aussi des spectacles de théâtre, de théâtre de marionnettes et d'opérette. En 1997, la directrice Ewa Michnik a eu l'idée d'utiliser d'autres lieux lors de la réhabilitation complète du bâtiment (1997–2006). Elle crée une série de méga-productions qui ont eu lieu dans toute la ville, notamment la salle du centenaire, la cour du musée national et les rives de l'Oder. Cette tradition est devenue une marque de fabrique de l'Opéra de Wrocław et se poursuit encore aujourd'hui. Les super productions sont réputées pour leur environnement intéressant, leurs décorations attrayantes et leurs acteurs invités. L'Opéra a également organisé des festivals de Wagner en s'appuyant sur la tradition de l'implication de Wagner avec l'opéra de Wrocław. Le répertoire actuel de l'opéra comprend Kot w butach (Le Chat Botté) de Bogdan Pawłowski et Matka czarnoskrzydłych snów de Hanna Kulenty.
En 2017, l'opéra Immanuel Kant de Leszek Możdżer, basé sur les œuvres de Thomas Bernhard, est créé à l'opéra de Wrocław.
En septembre 2020, Halina Ołdakowska est nommée directrice de l'opéra de Wrocław. Mariusz Kwiecień est actuellement directeur artistique de l'opéra tandis que Bassem Akiki est le directeur musical de l'opéra.

## Premières
- Ludomir Różycki, Eros und Psyche, 1914
- Leszek Możdżer; Immanuel Kant, 2017